# راکفلر سنتر
راکفلر سنتر یا مرکز راکفلر (به انگلیسی: Rockefeller Center) مجموعه‌ای از ۱۶ ساختمان تجاری و اداری در میدانی در محله منهتن در شهر نیویورک است.
راکفلر سنتر بین خیابان ۴۸ و ۵۱ نیویورک قرار دارد. این میدان یک مرکز تجاری و توریستی محبوب شهر نیویورک می‌باشد.
استودیوهای مرکزی شبکه ان‌بی‌سی نیز در اینجا قرار دارد.

## پیشینه
ژاک آندره فویلهو از طراحان این مرکز بود.

## نگارخانه

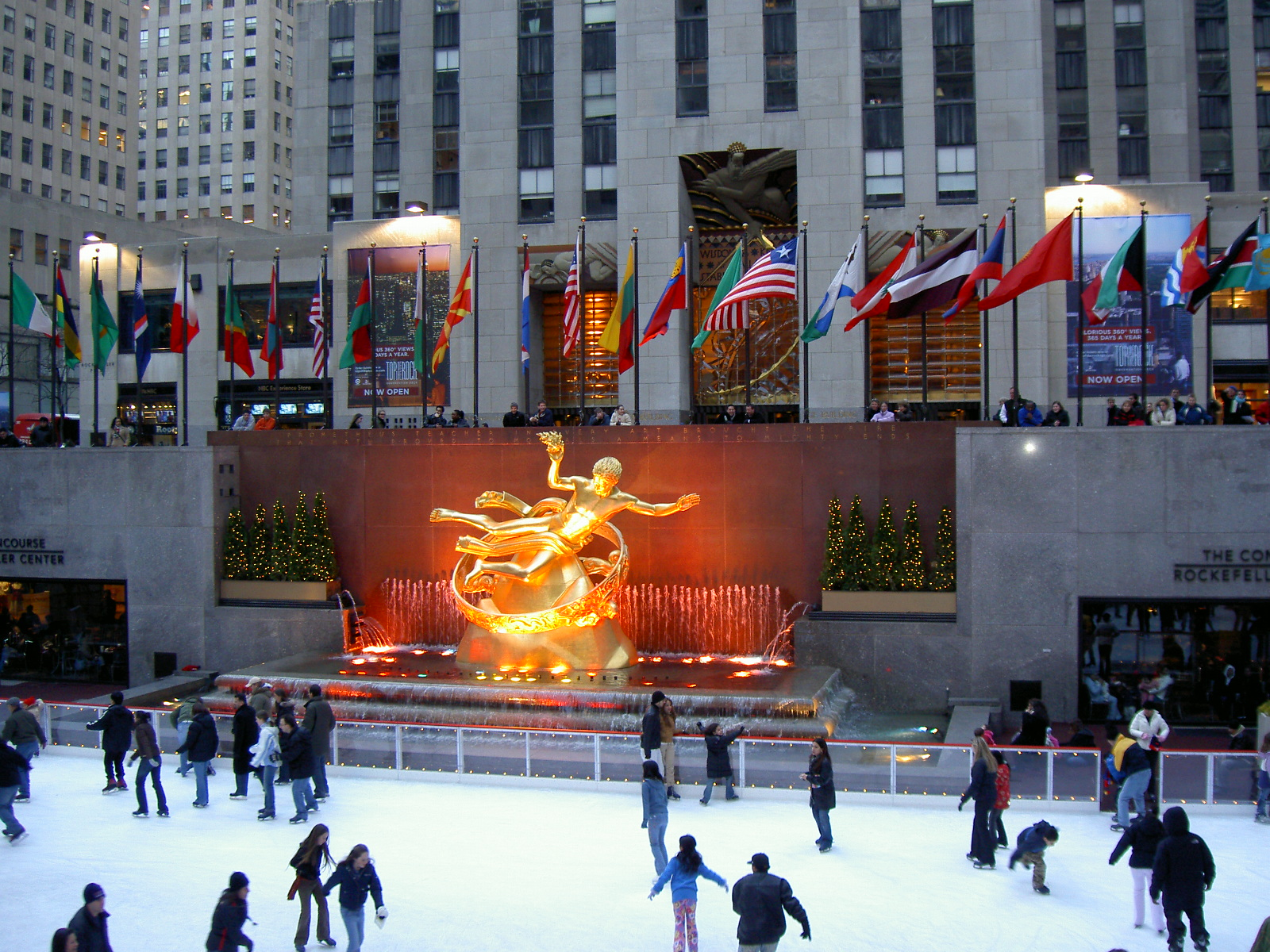
نمایی از پاتیناژ در میدان روبروی تندیس پرومته
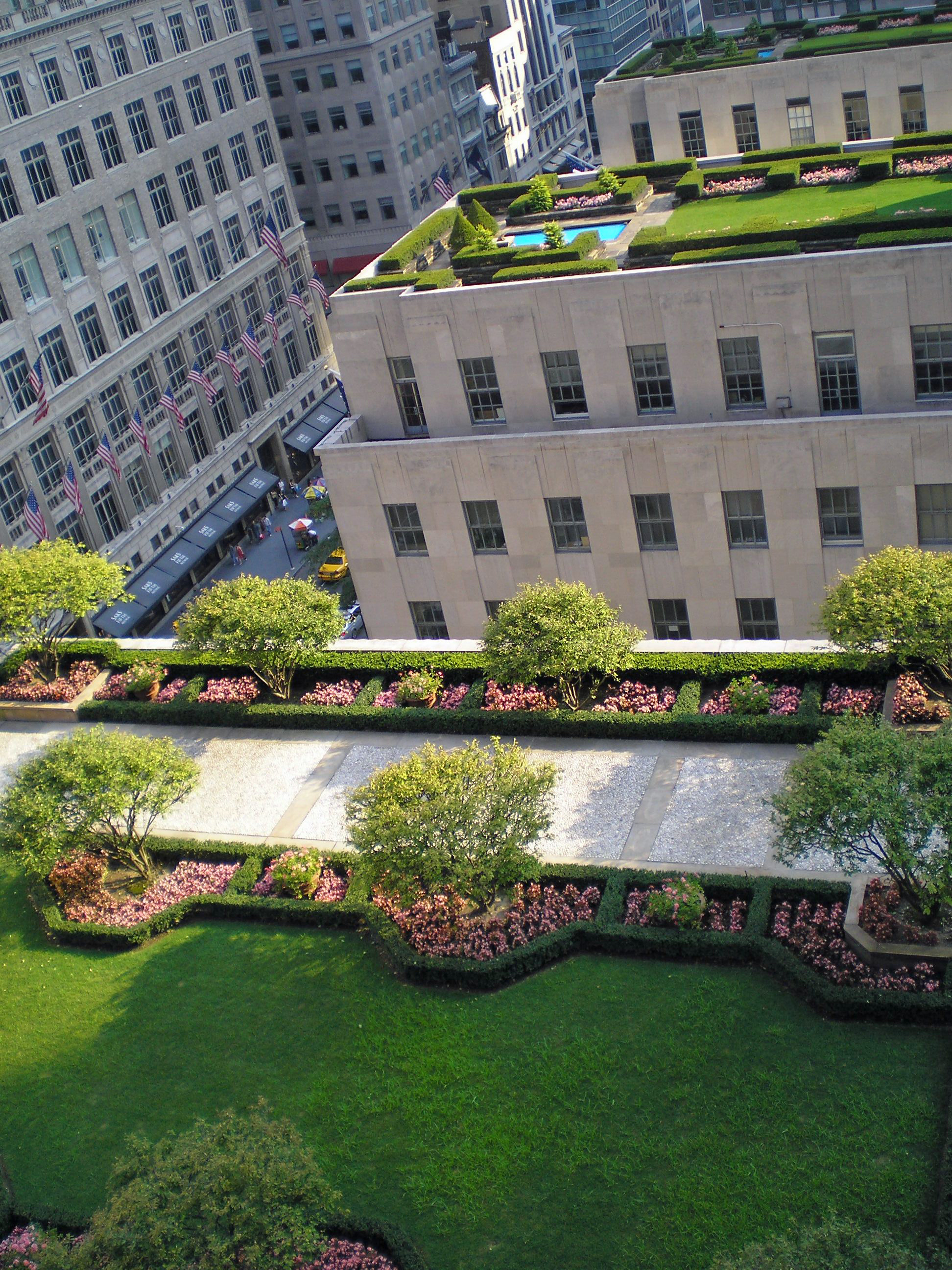
نمای پشت‌بام‌های مجاور
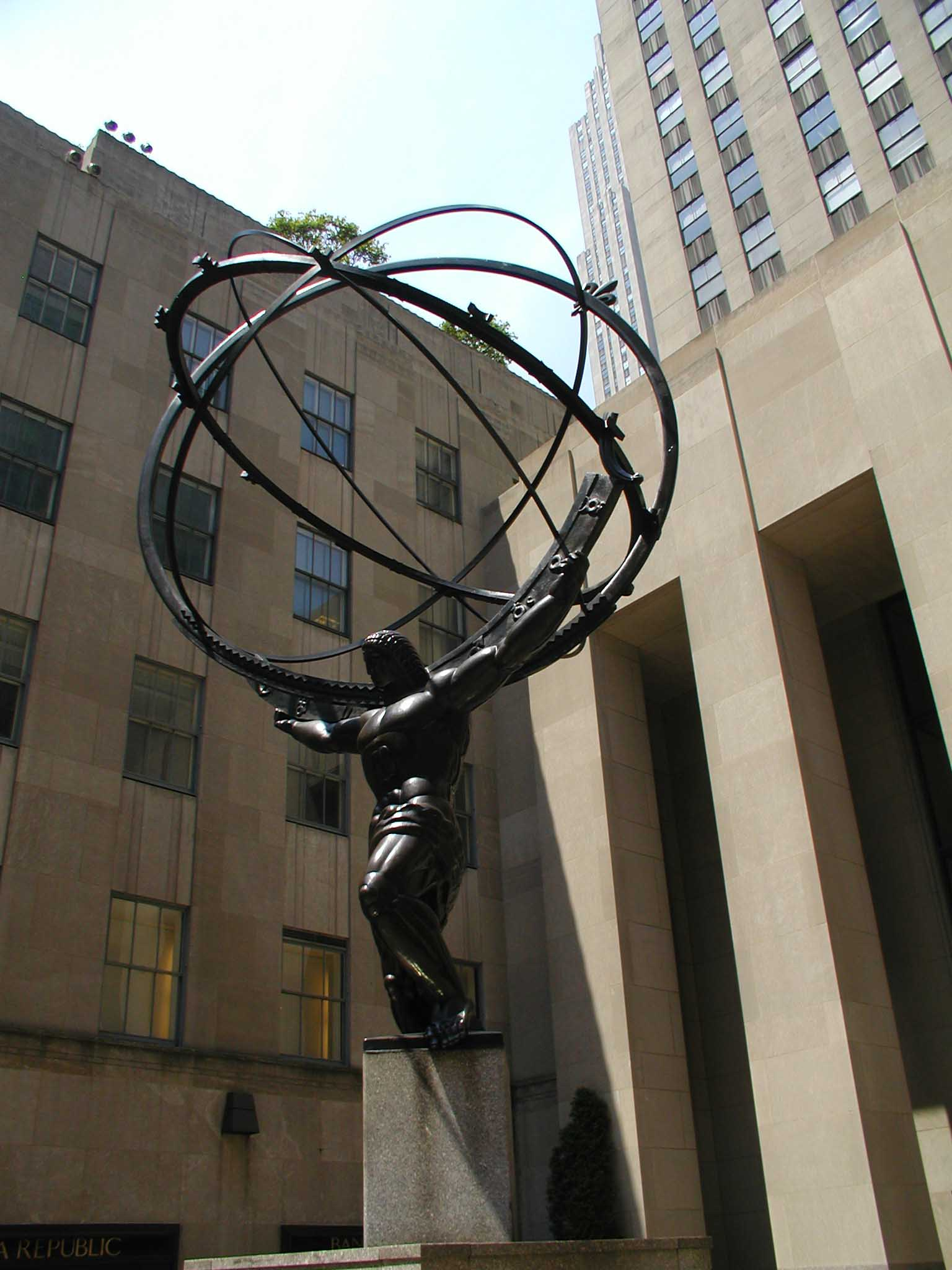
تندیس اطلس
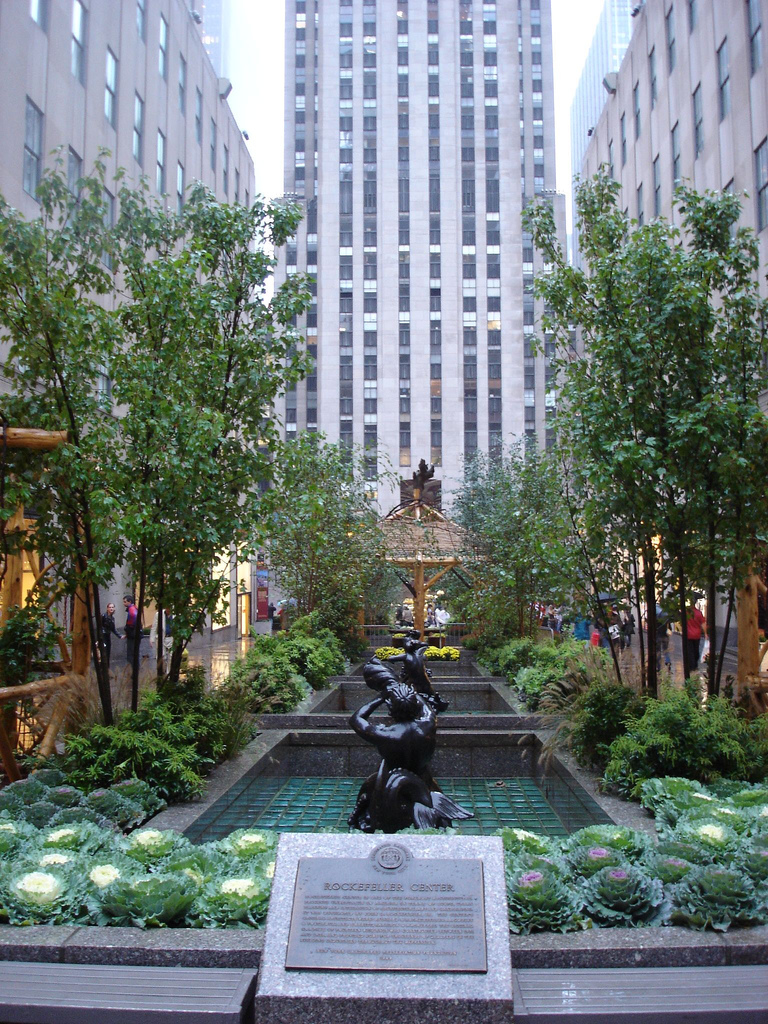
بوستان چنل در مجاورت میدان
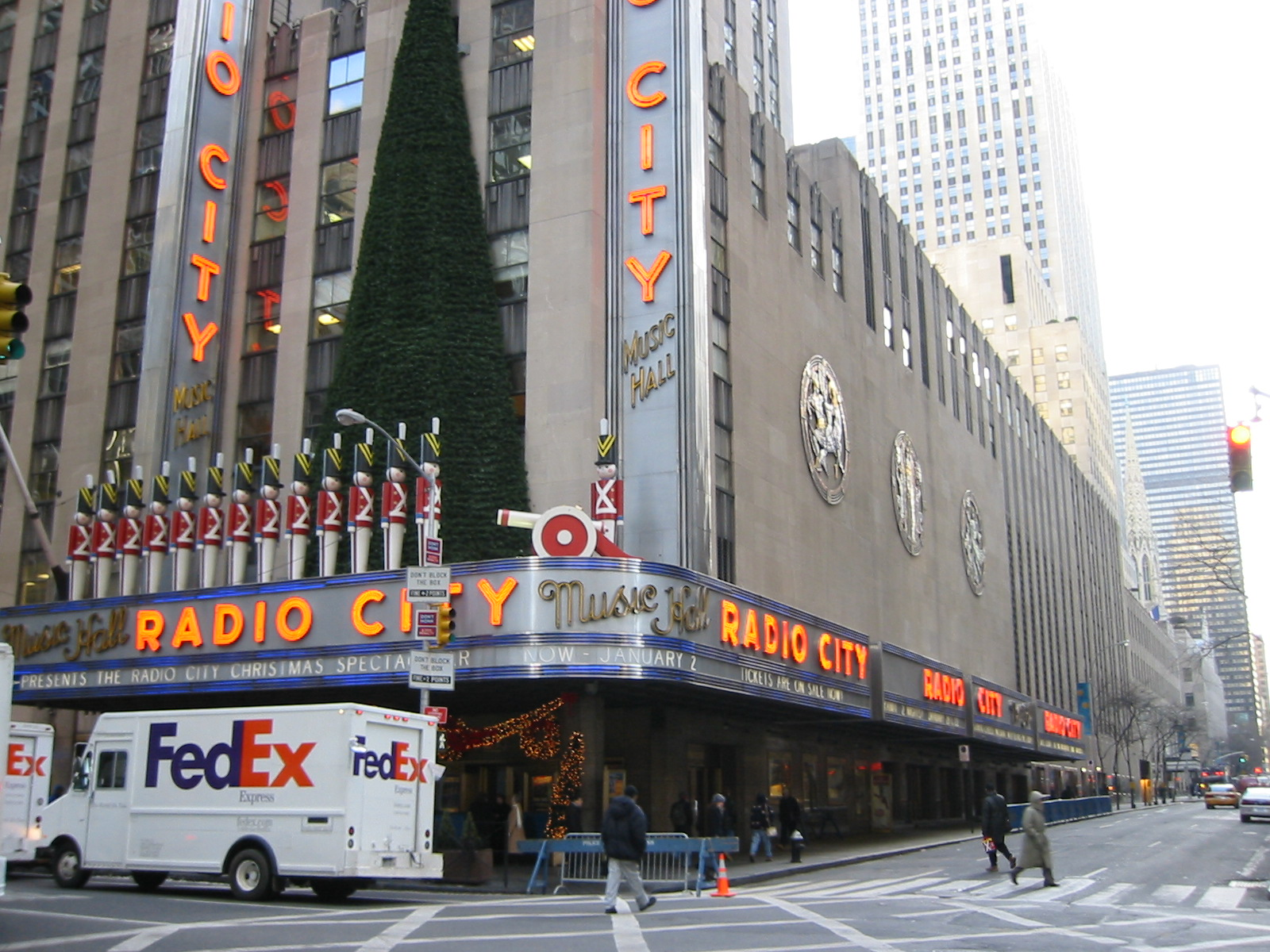
رادیو سیتی موزیک هال(تالار موسیقی رادیوسیتی)
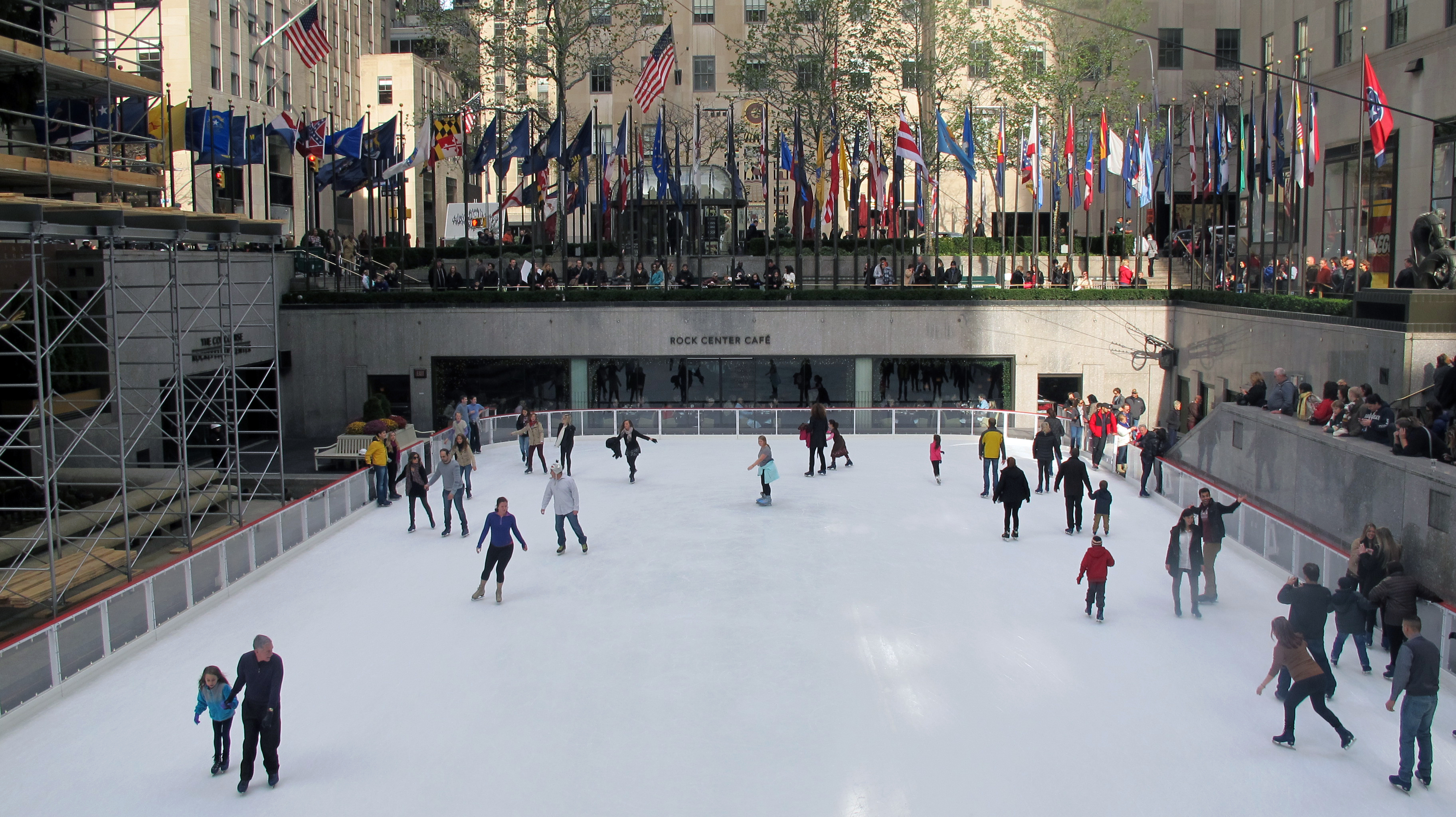
نمایی از میدان پاتیناژ، راکفلر سنتر
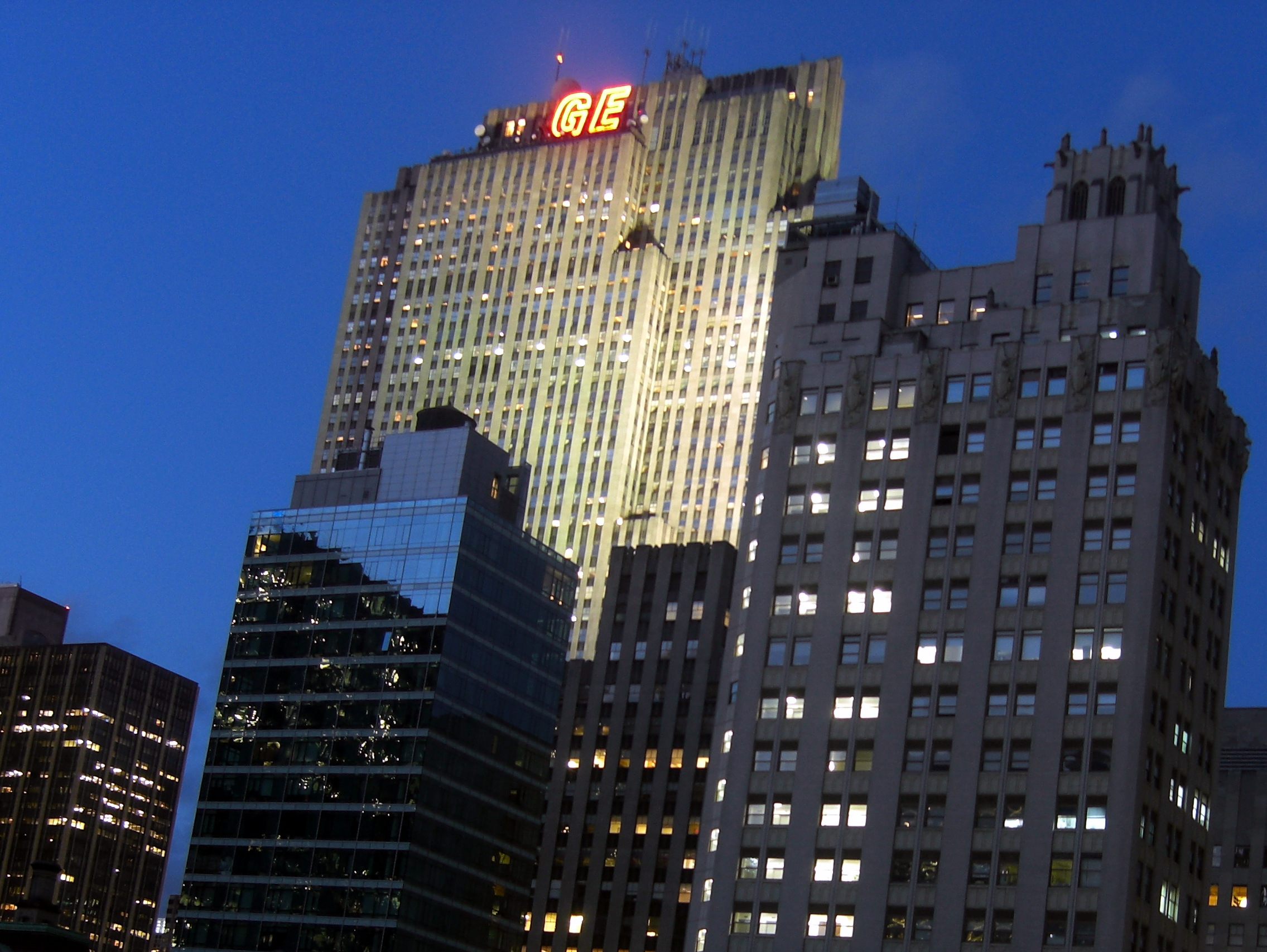
ساختمان جی‌ایی